# Çorum

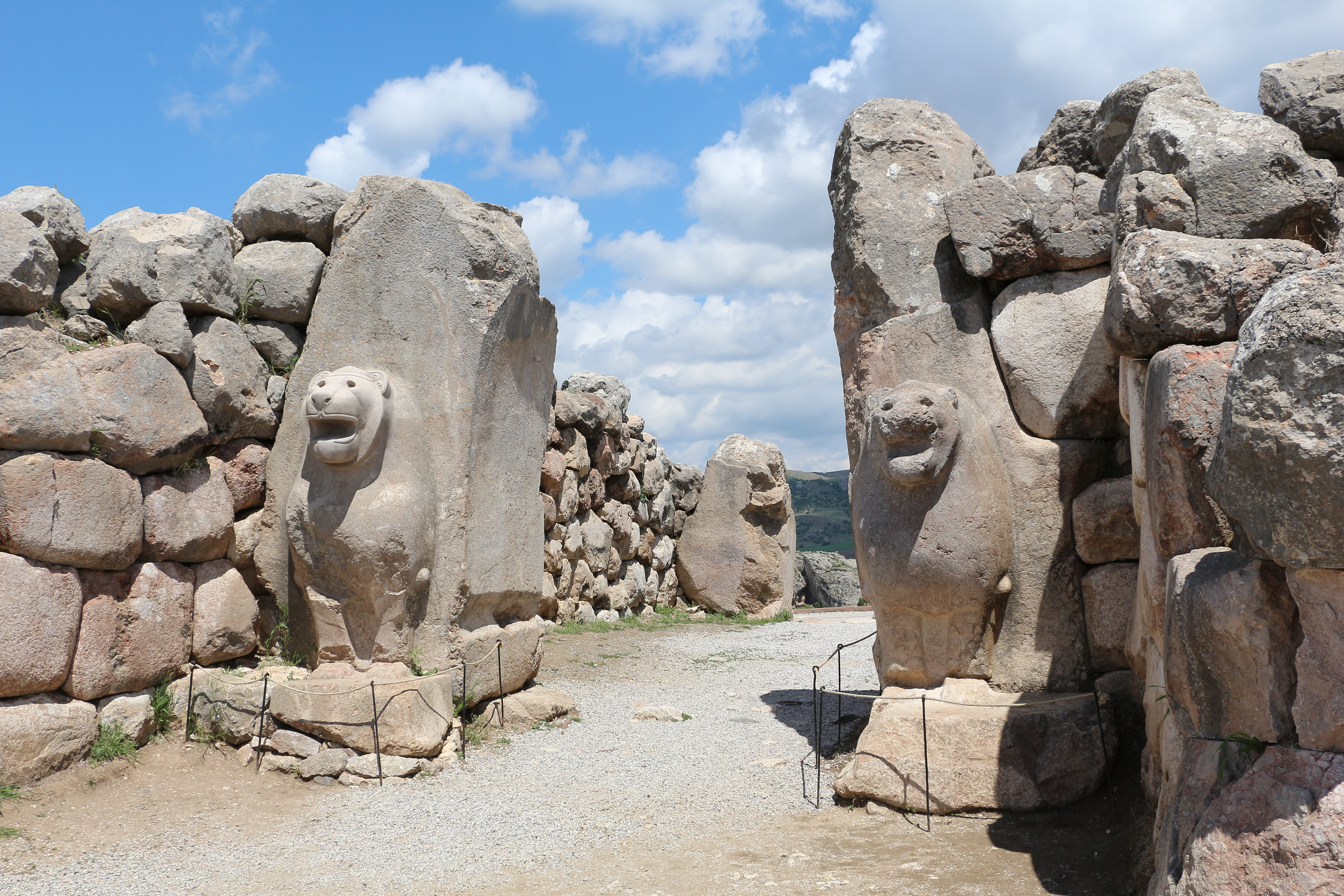
Ruïnes de Hattusa.

Çorum és una ciutat de Turquia, capital de la província de Çorum, a la regió de la Mar Negra, i a 244 km al nord d'Ankara. El districte té una superfície de 12.820 km². La població és de 178.500. La zona gaudeix de diverses fonts termals, i té diverses restes arqueològiques hitites i frígies. A 7 km a l'oest corre el Çorum Çay, afluent del Mecitözu, que desaigua al Çekerek Irmak (afluent del Yesil Irmak)

## Història
S'han fet algunes troballes del Paleolític en llocs que van ser excavats durant el segle xx. Es creu que fou un centre comercial assiri vers 1950-1850 aC. La zona va ser centre de l'Imperi Hitita, i la capital Hattusas (Bogazköy) estava situada a la regió, al districte de Sungurlu, al sud-oest de la ciutat. Després de la caiguda de l'Imperi davant els Pobles de la Mar, es va acabar organitzant el regne de Frígia; després van governar els medes, els perses, els macedonis, els selèucides, el regne de Pèrgam, els gàlates i els romans. Generalment es va confondre amb Tavium, però va quedar demostrat que aquesta es trobava prop de Nefezköy, al sud de Sungurlu.
Fou durant segles possessió romana d'Orient que va caure en mans dels turcmans després de la batalla de Mantziciert (1071) quedant inclosa després al sultanat de Konya o Rum. Finalment va acabar en mans dels otomans al segle xiv. Mai va gaudir d'importància ni fou teatre de cap fet destacat. L'única mesquita destacada, Djami, no es va construir fins al 1909 encara que probablement sobre una més antiga, potser del segle xviii o XIX.
Fou capital d'un sandjak (liwa) de l'eyalat de Sivas i després d'un kada (districte) del sandjak de Yozgat (dins el wilayat d'Ankara), abans de ser erigida en capital de província.
Durant la guerra contra Grècia de 1920-1922 la ciutat va patir moltes baixes (unes 1510 persones) i va rebre la medalla de la independència turca.

## Llocs destacats
Les antigues cases otomanes del segle xix i els jaciments arqueològics de la rodalia (Hattusas i Alaca Hüyük principalment) són els punts més visitats pels turistes. El Museu de Çorum presenta nombrosos objectes trobats a les excavacions. La ciutat celebra cada tres anys un congrés internacional d'arqueòlegs i experts en el món hitita.

## Economia

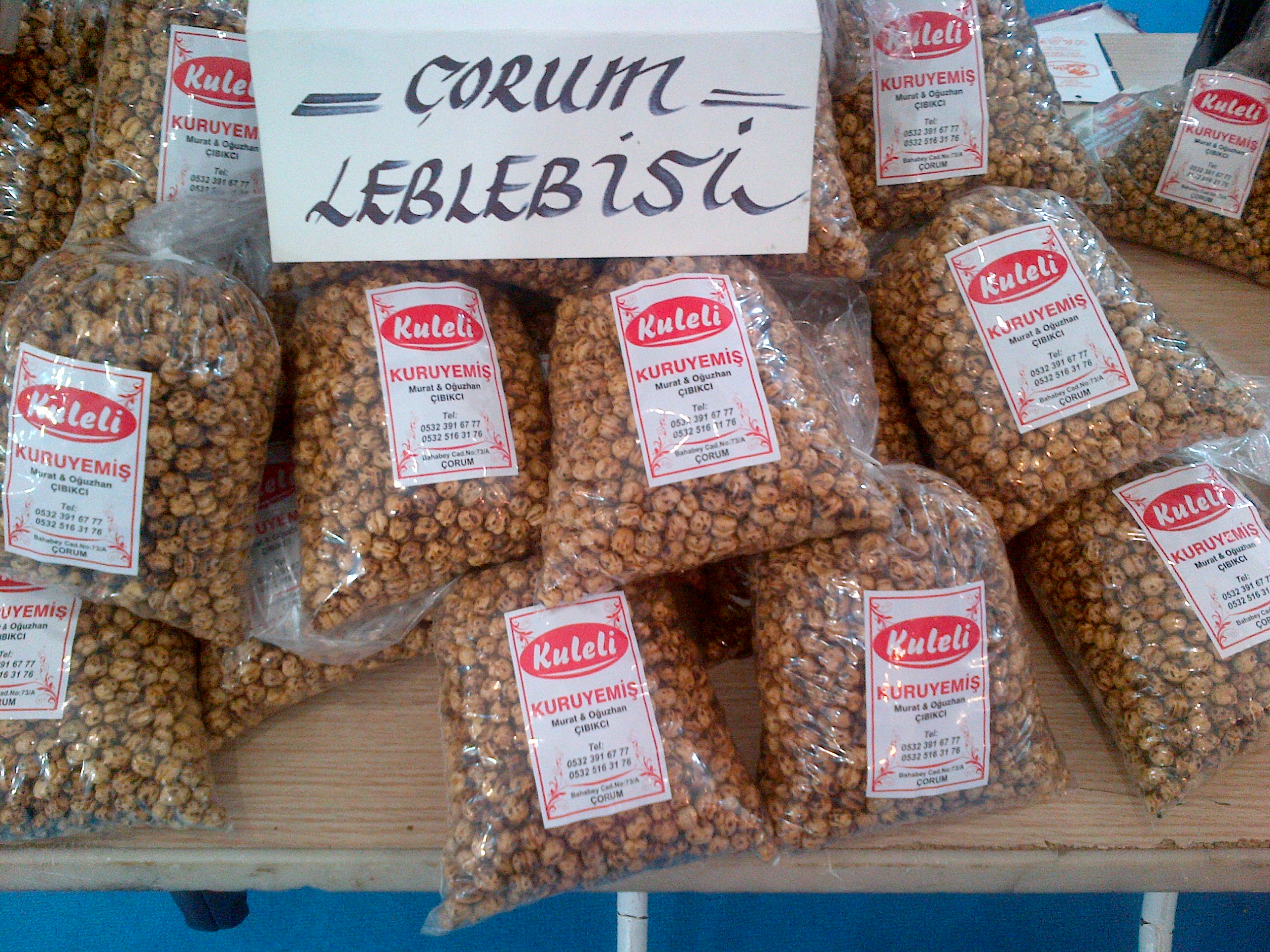
Çorum es famosa amb la seva leblebi.

L'activitat tradicional és l'agricultura. Darrerament la indústria ha augmentat notablement destacant l'enginyeria elèctrica i d'ordinadors, ciment, components d'automòbil, sucre, tèxtils, indústria lletera. Produeix també artesania destacant els articles de coure.

## Personatges notablea
- Mahmut Atalay, campió del món de lluita i medalla olímpica
- Cevdet Cerit, matemàtic, professor a la Universitat Tècnica d'Istanbul
- Tevfik Kış, campió del món de lluita i medalla olímpica